# حوزه انتخابیه ساری
حوزهٔ انتخاباتی ساری و میاندورود یکی از نه حوزه استان مازندران برای انتخابات مجلس شورای اسلامی است. این حوزه به مرکزیت ساری، ۲ نماینده دارد.

## نمایندگان ادوار مختلف
این فهرست دربردارنده نمایندگان حوزه انتخابیه ساری و میاندورود در مجلس شورای اسلامی است.
| دوره    | زمان انتخابات   | نام نماینده             | تعداد آراء | کل آراء اخذ شده | حزب                                                                                           |
| ------- | --------------- | ----------------------- | ---------- | --------------- | --------------------------------------------------------------------------------------------- |
| اول     | ۲۴ اسفند ۱۳۵۸   | ابوالقاسم اخوتیان       | ۳۶٬۷۷۷     | ۷۱٬۹۴۹          |                                                                                               |
| اول     | ۲۴ اسفند ۱۳۵۸   | عبدالوهاب قاسمی         | ۳۴٬۴۱۵     | ۷۱٬۹۴۹          | جمهوری اسلامی                                                                                 |
| اول     | میاندوره‌ای      | عباسعلی بهاری اردشیری   | ۵۸٬۸۹۶     | ۹۹٬۲۸۸          | مجمع روحانیون مبارز                                                                           |
| دوم     | ۲۶ فروردین ۱۳۶۳ | عباسعلی بهاری اردشیری   | ۴۳٬۷۶۷     | ۷۹٬۵۰۹          | مجمع روحانیون مبارز                                                                           |
| دوم     | ۲۶ فروردین ۱۳۶۳ | سید حسن شجاعی کیاسری    | ۳۹٬۰۱۹     | ۷۹٬۵۰۹          | جامعه روحانیت مبارز جامعه مدرسین                                                              |
| سوم     | ۱۹ فروردین ۱۳۶۷ | سید حسن شجاعی کیاسری    | ۵۲٬۰۷۳     | ۱۳۰٬۳۴۲         | جامعه روحانیت مبارز جامعه مدرسین                                                              |
| سوم     | ۱۹ فروردین ۱۳۶۷ | عزت‌الله دامادی کهنه‌ده   | ۵۰٬۸۸۵     | ۱۳۰٬۳۴۲         |                                                                                               |
| چهارم   | ۲۱ فروردین ۱۳۷۱ | سید حسن شجاعی کیاسری    | ۶۸٬۲۶۹     | ۱۴۸٬۱۱۳         | اصولگرا                                                                                       |
| چهارم   | ۲۱ فروردین ۱۳۷۱ | عزت‌الله دامادی کهنه‌ده   | ۵۴٬۸۹۵     | ۱۴۸٬۱۱۳         |                                                                                               |
| پنجم    | ۱۸ اسفند ۱۳۷۴   | علی‌اصغر یوسف‌نژاد        | ۸۷٬۲۵۰     | ۱۹۱٬۳۱۸         | اصلاح‌طلب                                                                                      |
| پنجم    | ۱۸ اسفند ۱۳۷۴   | ابوالقاسم روحی سرخکلائی | ۶۴٬۲۰۵     | ۱۹۱٬۳۱۸         | کارگزاران سازندگی                                                                             |
| ششم     | ۲۹ بهمن ۱۳۷۸    | مسیح سلیم بهرامی        | ۵۴٬۵۲۳     | ۱۲۱٬۲۸۲         |                                                                                               |
| ششم     | ۲۹ بهمن ۱۳۷۸    | حسین روزبهی             | ۵۱٬۴۴۷     | ۱۲۱٬۲۸۲         | اصولگرایان                                                                                    |
| هفتم    | ۱ اسفند ۱۳۸۲    | ابوالقاسم روحی سرخکلائی | ۵۷٬۴۲۲     | ۱۸۶٬۴۹۶         | کارگزاران سازندگی                                                                             |
| هفتم    | ۱ اسفند ۱۳۸۲    | سید حسن شجاعی کیاسری    | ۴۷٬۰۸۲     | ۱۸۶٬۴۹۶         | جامعه روحانیت مبارز                                                                           |
| هشتم    | ۲۴ اسففند ۱۳۸۶  | علی‌اصغر یوسف‌نژاد        | ۴۸٬۷۷۲     | ۱۵۷٬۵۳۶         | اعتماد ملی                                                                                    |
| هشتم    | ۲۴ اسففند ۱۳۸۶  | سید رمضان شجاعی کیاسری  | ۴۳٬۷۴۷     | ۱۵۷٬۵۳۶         | جبهه متحد اصول‌گرایان                                                                          |
| نهم     | ۱۲ اسفند ۱۳۹۰   | محمد دامادی             | ۹۳٬۷۳۱     | ۲۳۴٬۴۸۰         | جبهه متحد اصول‌گرایان ائتلاف آبادگران ایران اسلامی                                             |
| نهم     | ۱۲ اسفند ۱۳۹۰   | سید رمضان شجاعی کیاسری  | ۶۲٬۱۷۴     | ۲۳۴٬۴۸۰         | جبهه ایستادگی ایران اسلامی جبهه متحد اصول‌گرایان مؤتلفه اسلامی                                 |
| دهم     | ۷ اسفند ۱۳۹۴    | علی‌اصغر یوسف‌نژاد        | ۱۱۶٬۵۴۰    | ۲۵۶٬۳۲۹         | ائتلاف فراگیر اصلاح‌طلبان ندای ایرانیان تدبیر و توسعه                                          |
| دهم     | ۷ اسفند ۱۳۹۴    | محمد دامادی             | ۶۷٬۱۵۸     | ۲۵۶٬۳۲۹         | صدای ملت ائتلاف فراگیر اصلاح‌طلبان ندای ایرانیان تدبیر و توسعه                                 |
| یازدهم  | ۲ اسفند ۱۳۹۸    | منصورعلی زارعی          | ۶۶٬۲۲۵     | ۱۸۴٬۲۱۱         | شورای ائتلاف نیروهای انقلاب اسلامی شورای وحدت اصول‌گرایان جبهه پایداری انقلاب اسلامی           |
| یازدهم  | ۲ اسفند ۱۳۹۸    | علی بابایی کارنامی      | ۴۲٬۰۲۶     | ۱۸۴٬۲۱۱         | جمعیت گفتمان انقلاب اسلامی مجمع نمایندگان کارگران                                             |
| دوازدهم | ۱۱ اسفند ۱۴۰۲   | عالیه زمانی کیاسری      | ۵۵٬۴۳۲     | ۱۸۶٬۱۰۵         | شبکه راهبردی یاران انقلاب اسلامی شریان                                                        |
| دوازدهم | ۱۱ اسفند ۱۴۰۲   | علی بابایی کارنامی      | ۵۰٬۳۱۷     | ۱۸۶٬۱۰۵         | جمعیت گفتمان انقلاب اسلامی جبهه پیروان خط امام و رهبری شبکه راهبردی یاران انقلاب اسلامی شریان |

## نتیجه انتخابات

### مجلس یازدهم
در انتخابات یازدهمین دوره مجلس شورای اسلامی در حوزه انتخابیه ساری و میاندورود که در تاریخ ۲ اسفند ۱۳۹۸ برگزار گردید،، پس از بررسی صلاحیت‌ها و انصراف‌ها، در نهایت ۲۳ نفر به رقابت پرداختند. جمع آرای مأخوذه در این دوره ۱۸۴٬۲۱۱ رأی بوده است.
در ادامه لیست ۱۰ نامزد برتر این انتخابات درج شده است.
| رتبه | نامزد                   | گرایش سیاسی                        | تعداد آراء | درصد آراء | سابقه نمایندگی | وضعیت      |
| ---- | ----------------------- | ---------------------------------- | ---------- | --------- | -------------- | ---------- |
| ۱    | منصورعلی زارعی          | اصولگرا                            | ۶۶٬۲۲۵     | ۳۵.۹۵٪    | نه             | پیروز      |
| ۲    | علی بابایی کارنامی      | اصولگرا                            | ۴۲٬۰۲۶     | ۲۲.۸۱٪    | نه             | پیروز      |
| ۳    | عالیه زمانی کیاسری      | اصولگرا                            | ۴۱٬۷۷۶     | ۲۲.۶۸٪    | نه             | عدم پیروزی |
| ۴    | عبدالرضا بابایی         | اصولگرا                            | ۳۴٬۴۰۶     | ۱۸.۶۸٪    | نه             | عدم پیروزی |
| ۵    | علی‌اصغر یوسف‌نژاد        | اصلاح‌طلب                           | ۳۱٬۱۰۹     | ۱۶.۸۹٪    | آری            | عدم پیروزی |
| ۶    | ابوالقاسم روحی سرخکلائی | کارگزاران سازندگی                  | ۳۱٬۱۰۳     | ۱۶.۸۸٪    | آری            | عدم پیروزی |
| ۷    | یارعلی نیازی اوریمی     | جبهه پیروان خط امام و رهبری        | ۶٬۱۶۲      | ۳.۳۵٪     | نه             | عدم پیروزی |
| ۸    | مجیدرضا فولادی          | شورای ائتلاف نیروهای انقلاب اسلامی | ۵٬۶۶۶      | ۳.۰۸٪     | نه             | عدم پیروزی |
| ۹    | علی باکوئی              |                                    | ۴٬۸۹۵      | ۲.۶۶٪     | نه             | عدم پیروزی |
| ۱۰   | کوروش جعفری             |                                    | ۴٬۰۸۵      | ۲.۲۲٪     | نه             | عدم پیروزی |

### مجلس دوازدهم
در انتخابات دوازدهمین دوره مجلس شورای اسلامی در حوزه انتخابیه ساری و میاندورود که در تاریخ ۱۱ اسفند ۱۴۰۲ برگزار گردید، پس از بررسی صلاحیت‌ها و انصراف‌ها، در نهایت ۶۳ نفر به رقابت پرداختند. در این دوره از مجموع ۱۸۶٬۱۰۵ رأی مأخوذه، تعداد ۱۷۱٬۹۱۵ رأی صحیح به صندوق‌ها ریخته شد.
در ادامه لیست ۱۰ نامزد برتر این انتخابات درج شده است.
| رتبه | نامزد                 | گرایش سیاسی | تعداد آراء | درصد آراء | سابقه نمایندگی | وضعیت      |
| ---- | --------------------- | ----------- | ---------- | --------- | -------------- | ---------- |
| ۱    | عالیه زمانی کیاسری    | اصولگرا     | ۵۵٬۴۳۲     | ۲۹.۷۹٪    | نه             | پیروز      |
| ۲    | علی بابایی کارنامی    | اصولگرا     | ۵۰٬۳۱۷     | ۲۷.۰۴٪    | آری            | پیروز      |
| ۳    | عبدالرضا بابایی       | اصولگرا     | ۴۵٬۹۹۲     | ۲۴.۷۱٪    | نه             | عدم پیروزی |
| ۴    | منصورعلی زارعی        | اصولگرا     | ۲۱٬۷۱۹     | ۱۱.۶۷٪    | آری            | عدم پیروزی |
| ۵    | علی‌اصغر یوسف‌نژاد      | اصلاح‌طلب    | ۲۰٬۶۲۱     | ۱۱.۰۸٪    | آری            | عدم پیروزی |
| ۶    | حسین صیادنیا          |             | ۱۲٬۴۸۶     | ۶.۷۱٪     | نه             | عدم پیروزی |
| ۷    | سیدحسین حسینی         |             | ۸٬۲۸۲      | ۴.۴۵٪     | نه             | عدم پیروزی |
| ۸    | کوروش یوسفی ساداتی    | اصلاح‌طلب    | ۸٬۱۹۷      | ۴.۴۰٪     | نه             | عدم پیروزی |
| ۹    | میلاد بنکدار گلخورانی |             | ۶٬۷۱۹      | ۳.۶۱٪     | نه             | عدم پیروزی |
| ۱۰   | احمد غلامی قادی       |             | ۵٬۳۵۷      | ۲.۸۸٪     | نه             | عدم پیروزی |